# Le Cardonnois
Le Cardonnois és un municipi francès situat al departament del Somme i a la regió dels Alts de França. L'any 2007 tenia 82 habitants.

## Demografia

### Població

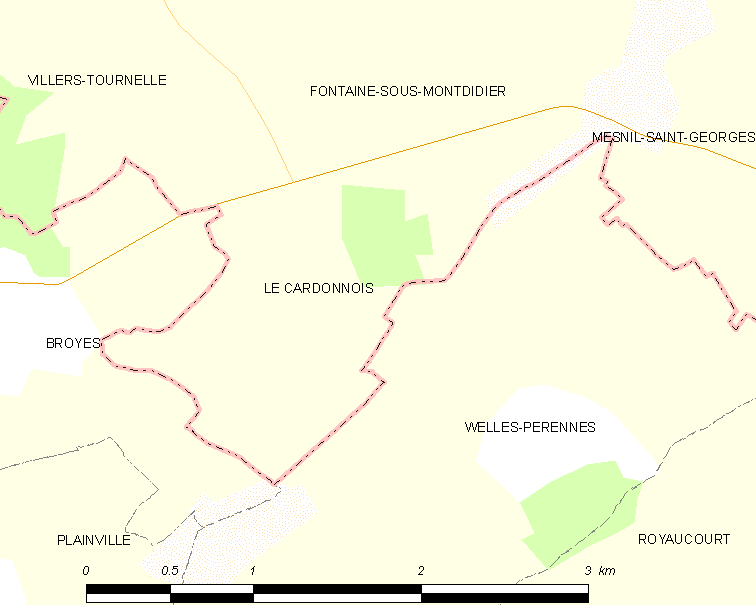

El 2007 la població de fet de Le Cardonnois era de 82 persones. Hi havia 23 famílies de les quals 3 eren unipersonals (3 homes vivint sols), 3 parelles sense fills i 17 parelles amb fills.

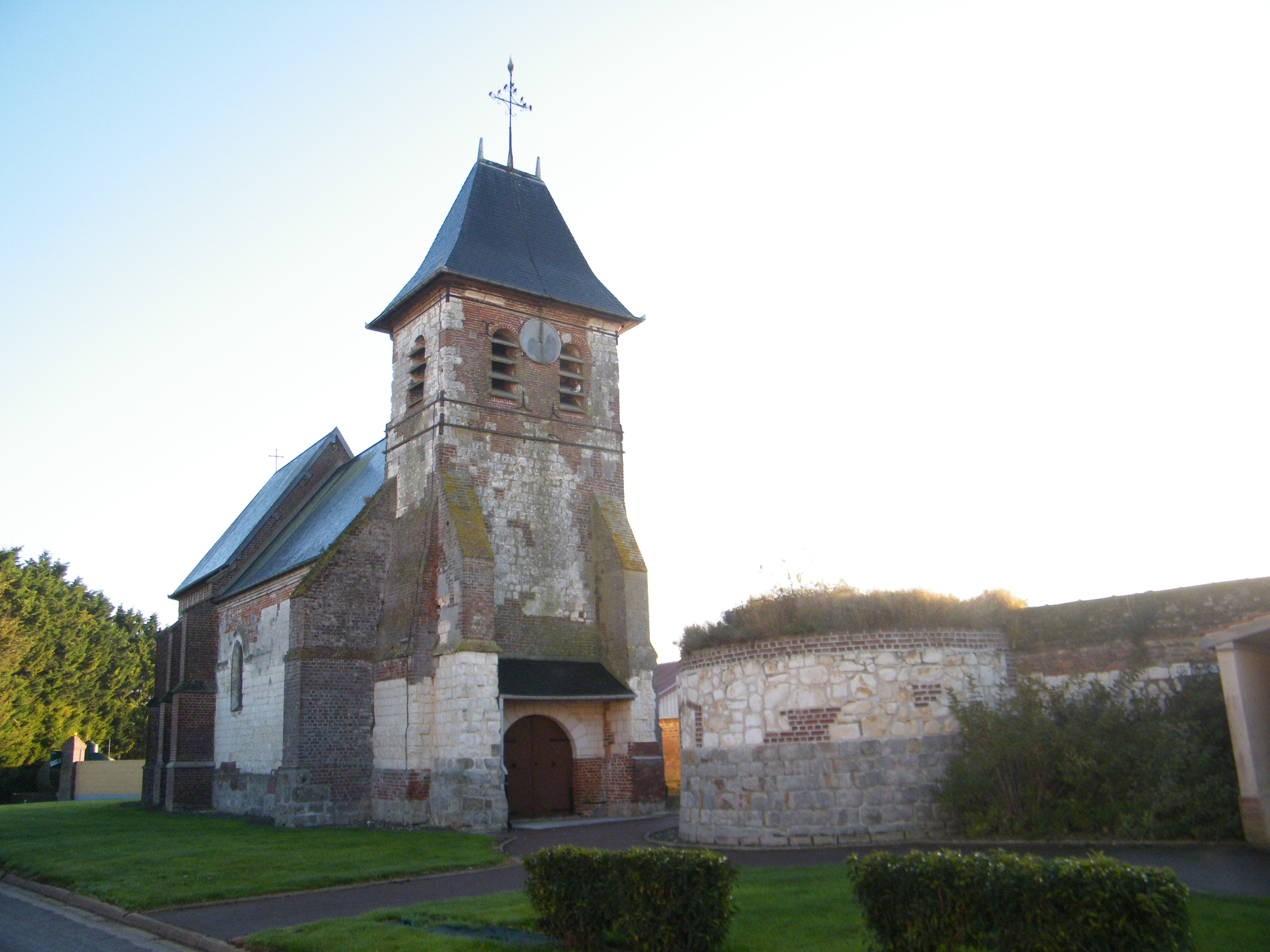

La població ha evolucionat segons el següent gràfic:
Habitants censats

### Habitatges
El 2007 hi havia 31 habitatges, 25 eren l'habitatge principal de la família, 5 eren segones residències i 1 estava desocupat. Tots els 31 habitatges eren cases. Dels 25 habitatges principals, 17 estaven ocupats pels seus propietaris, 8 estaven llogats i ocupats pels llogaters i 1 estava cedit a títol gratuït; 3 tenien dues cambres, 8 en tenien quatre i 14 en tenien cinc o més. 21 habitatges disposaven pel capbaix d'una plaça de pàrquing. A 10 habitatges hi havia un automòbil i a 13 n'hi havia dos o més.

### Piràmide de població

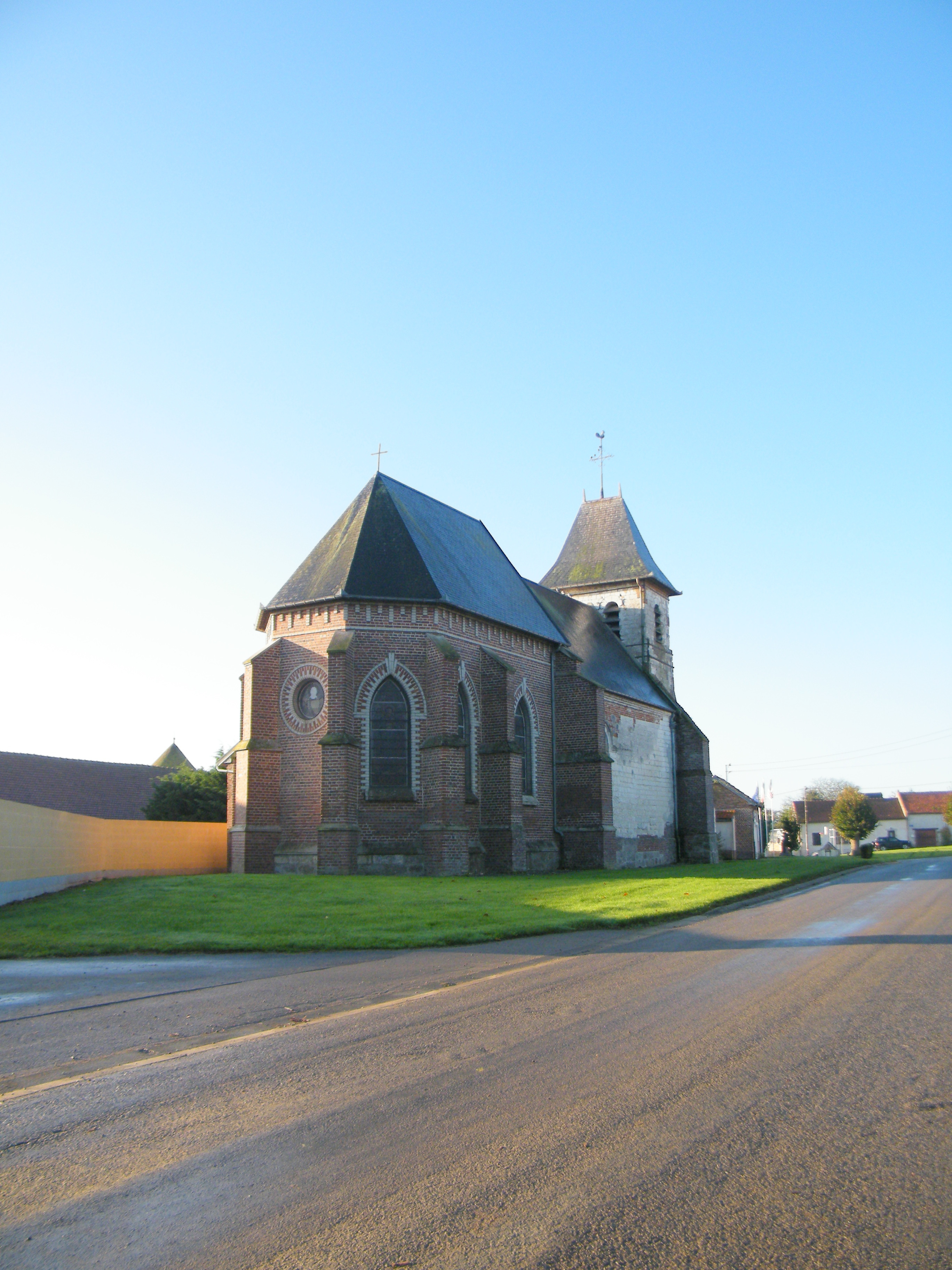

La piràmide de població per edats i sexe el 2009 era:
| Homes | Edats   | Dones |
| ----- | ------- | ----- |
| 0     | 95 o +  | 0     |
| 0     | 90 a 94 | 0     |
| 0     | 85 a 89 | 0     |
| 0     | 80 a 84 | 0     |
| 0     | 75 a 79 | 0     |
| 0     | 70 a 74 | 4     |
| 0     | 65 a 69 | 0     |
| 0     | 60 a 64 | 0     |
| 4     | 55 a 59 | 0     |
| 0     | 50 a 54 | 4     |
| 0     | 45 a 49 | 0     |
| 0     | 40 a 44 | 8     |
| 0     | 35 a 39 | 4     |
| 8     | 30 a 34 | 4     |
| 0     | 25 a 29 | 4     |
| 0     | 20 a 24 | 0     |
| 4     | 15 a 19 | 0     |
| 0     | 10 a 14 | 4     |
| 8     | 5 a 9   | 4     |
| 0     | 0 a 4   | 0     |

## Economia

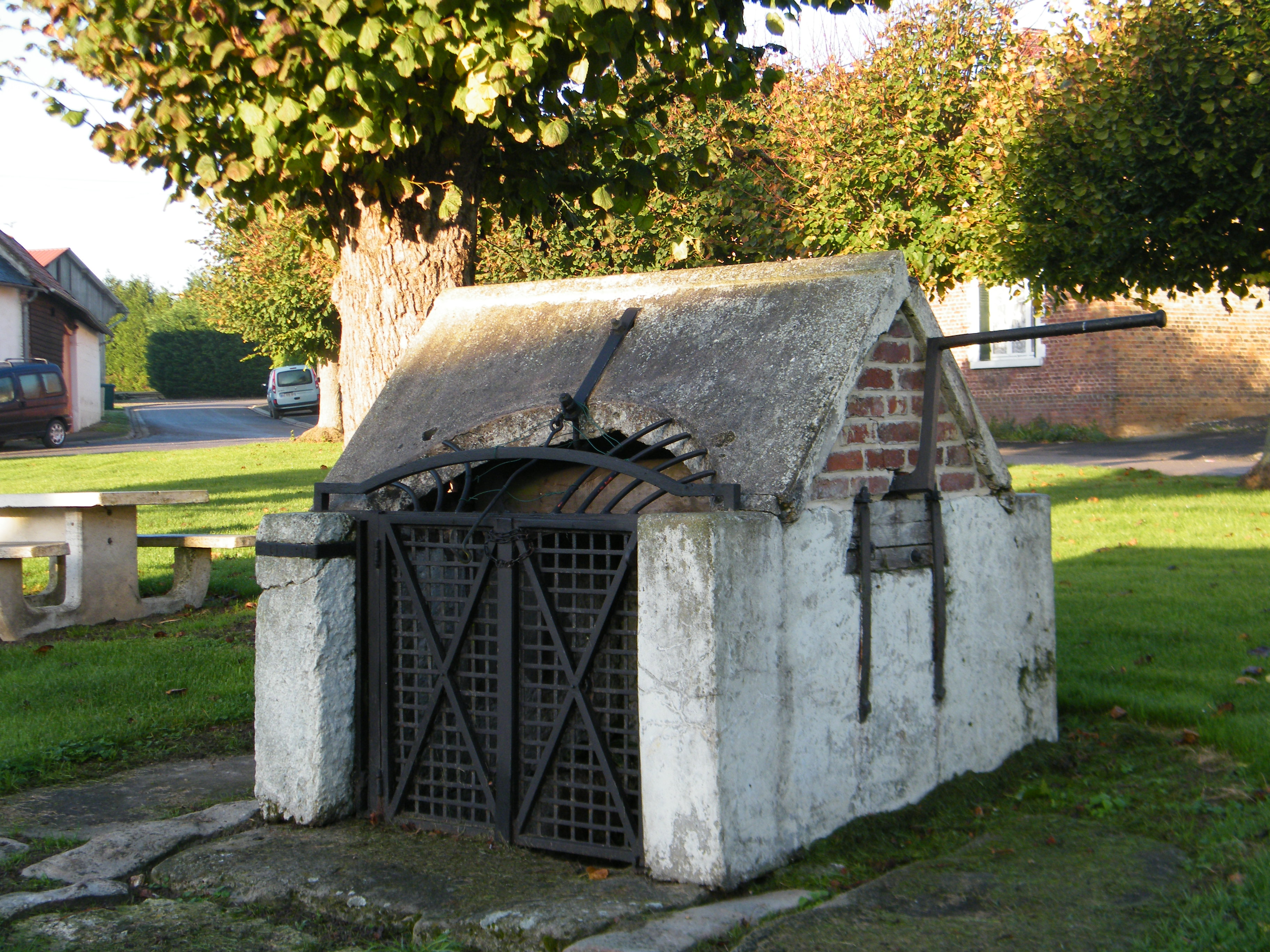

El 2007 la població en edat de treballar era de 54 persones, 42 eren actives i 12 eren inactives. De les 42 persones actives 40 estaven ocupades (21 homes i 19 dones) i 3 estaven aturades (1 home i 2 dones). De les 12 persones inactives 3 estaven jubilades, 5 estaven estudiant i 4 estaven classificades com a «altres inactius».
Activitats econòmiques

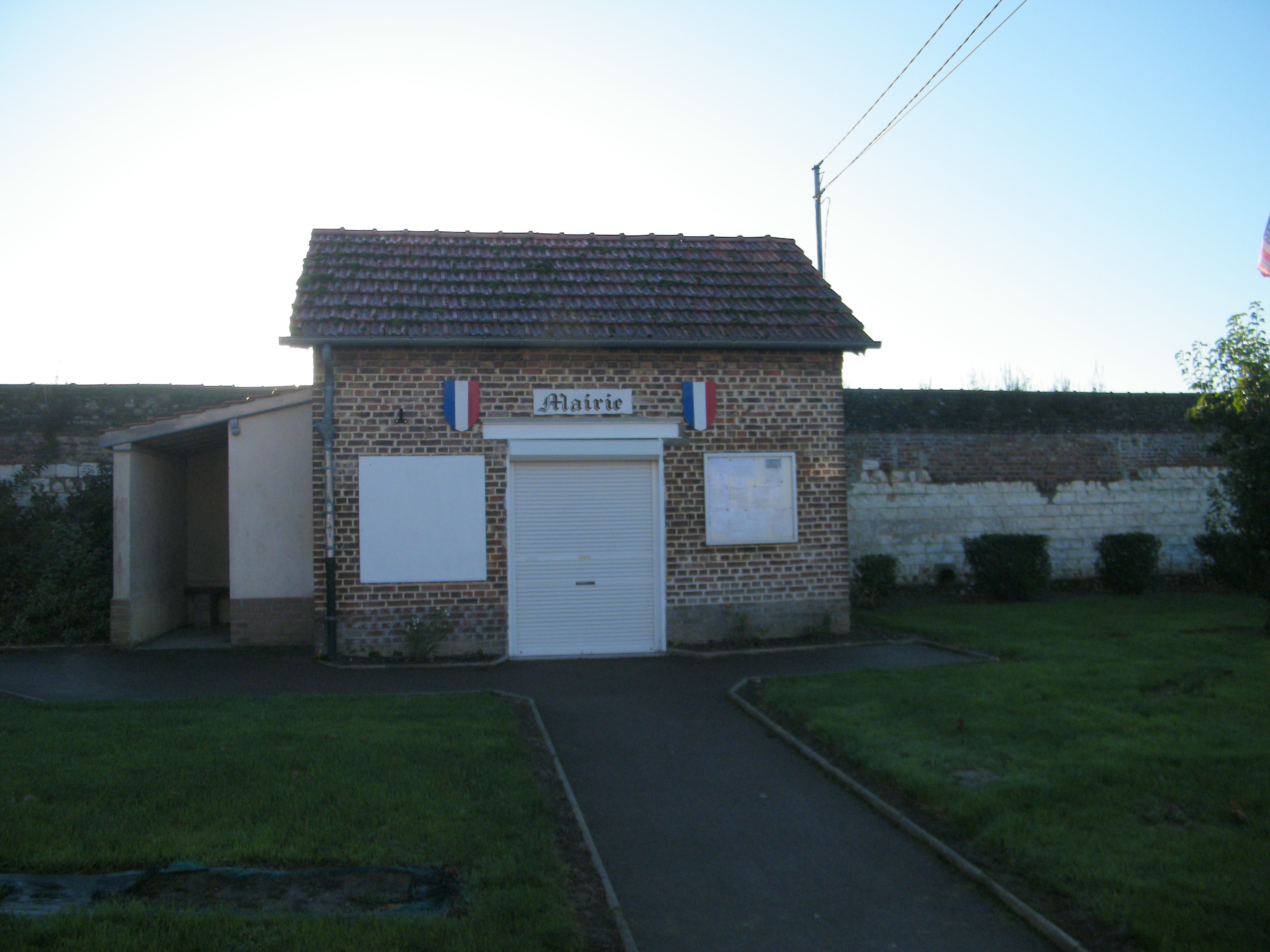

L'únic establiment que hi havia el 2007 era d'una empresa de serveis.

## Poblacions més properes
El següent diagrama mostra les poblacions més properes.